# How Can You Mend a Broken Heart
"How Can You Mend a Broken Heart" is een nummer van de Britse groep Bee Gees. Het nummer verscheen op hun album Trafalgar uit 1971. Op 28 mei van dat jaar werd het nummer uitgebracht als de eerste single van het album.

## Achtergrond
"How Can You Mend a Broken Heart" is geschreven door Barry en Robin Gibb en geproduceerd door alle groepsleden in samenwerking met Robert Stigwood. Barry en Robin schreven het nummer in augustus 1970, samen met de voorgaande single "Lonely Days", toen de broers Gibb weer bij elkaar kwamen nadat Robin enige tijd als solozanger actief was. Barry vertelde: "Robin kwam naar mijn huis, en die middag schreven we 'How Can You Mend a Broken Heart' en dat was duidelijk een verwijzing naar onze reünie. We belden Maurice, maakten het nummer af, gingen naar de studio en opnieuw, met enkel 'Broken Heart' als basisstructuur, we gingen naar de studio met dat nummer en een idee voor 'Lonely Days', en die twee nummers werden die avond opgenomen." Oorspronkelijk wilden de broers het nummer aan Andy Williams geven, maar uiteindelijk namen zij het zelf op; Williams coverde het later wel op zijn album You've Got a Friend. Maurice heeft mogelijk meegeholpen met het schrijven van het nummer, alhoewel het enkel is toegeschreven aan Barry en Robin. In 2009 werd hij echter wel genoemd als medeschrijver op het verzamelalbum Ultimate Bee Gees.
Op 28 januari 1971 namen de Bee Gees "How Can You Mend a Broken Heart" op, op dezelfde dag als "We Lost the Road", "When Do I", "If I Were the Sky", "Bring Out the Thoughts in Me" en "Ellan Vannin". Het latere nummer "My World" is tevens gebaseerd op dit nummer. Robin vertelde: "Het duurde een uur voordat we het af hadden. Het werd een nummer 1-hit, tot onze grote blijdschap." Het werd in 1971 voor het eerst live gespeeld; deze show was noemenswaardig, omdat het het eerste optreden was van de groep met drummer Geoff Bridgford.
"How Can You Mend a Broken Heart" werd een nummer 1-hit in de Amerikaanse Billboard Hot 100, en bereikte ook de eerste plaats in Canada en Maleisië. In het Verenigd Koninkrijk werden de hitlijsten niet gehaald. Verder werd het een top 10-hit in onder meer Australië, Chili, Nieuw-Zeeland en Zuid-Afrika. In Nederland piekte de single op de zestiende plaats in de Top 40 en de elfde plaats in de Daverende Dertig, terwijl het in Vlaanderen tot plaats 21 kwam in de voorloper van de Ultratop 50. In 1972 werd het nummer genomineerd voor een Grammy Award in de categorie Best Pop Vocal Performance by a Duo Or Group, maar werd er verloren van het album Carpenters van The Carpenters. In Spanje werd de single uitgebracht onder de titel "Cómo puedes arreglar un corazón destrozado".
"How Can You Mend a Broken Heart" is gecoverd door onder meer Michael Bublé (met Barry Gibb), Cher, Al Green, Julio Iglesias, Diana Krall, Barry Manilow, Johnny Mathis, Teddy Pendergrass, Rod Stewart, Joss Stone en Mari Wilson. Daarnaast nam Barry Gibb in 2020 een nieuwe versie op als duet met Sheryl Crow voor zijn album Greenfields: The Gibb Brothers Songbook, Vol. 1.

## Hitnoteringen

### Nederlandse Top 40
| Hitnotering: 03-07-1971 t/m 07-08-1971 | Hitnotering: 03-07-1971 t/m 07-08-1971 | Hitnotering: 03-07-1971 t/m 07-08-1971 | Hitnotering: 03-07-1971 t/m 07-08-1971 | Hitnotering: 03-07-1971 t/m 07-08-1971 | Hitnotering: 03-07-1971 t/m 07-08-1971 | Hitnotering: 03-07-1971 t/m 07-08-1971 | Hitnotering: 03-07-1971 t/m 07-08-1971 |
| Week                                   | 1                                      | 2                                      | 3                                      | 4                                      | 5                                      | 6                                      |                                        |
| -------------------------------------- | -------------------------------------- | -------------------------------------- | -------------------------------------- | -------------------------------------- | -------------------------------------- | -------------------------------------- | -------------------------------------- |
| Positie                                | 25                                     | 21                                     | 16                                     | 19                                     | 32                                     | 38                                     | uit                                    |

### Daverende Dertig
| Hitnotering: 03-07-1971 t/m 31-07-1971 | Hitnotering: 03-07-1971 t/m 31-07-1971 | Hitnotering: 03-07-1971 t/m 31-07-1971 | Hitnotering: 03-07-1971 t/m 31-07-1971 | Hitnotering: 03-07-1971 t/m 31-07-1971 | Hitnotering: 03-07-1971 t/m 31-07-1971 | Hitnotering: 03-07-1971 t/m 31-07-1971 |
| Week                                   | 1                                      | 2                                      | 3                                      | 4                                      | 5                                      |                                        |
| -------------------------------------- | -------------------------------------- | -------------------------------------- | -------------------------------------- | -------------------------------------- | -------------------------------------- | -------------------------------------- |
| Positie                                | 17                                     | 14                                     | 12                                     | 11                                     | 23                                     | uit                                    |

### NPO Radio 2 Top 2000
| Nummer met noteringen in de NPO Radio 2 Top 2000 | '03 | '04  | '05  | '06  | '07  | '08  | '09  | '10  | '11  | '12 | '13  |
| ------------------------------------------------ | --- | ---- | ---- | ---- | ---- | ---- | ---- | ---- | ---- | --- | ---- |
| How Can You Mend a Broken Heart                  | 895 | 1126 | 1056 | 1173 | 1039 | 1156 | 1265 | 1162 | 1506 | -   | 1873 |

1. ↑  Een '-' betekent dat het nummer niet was genoteerd en een vetgedrukt getal geeft de hoogste notering aan.
2. ↑  2003 was het eerste jaar met een notering voor dit nummer.
3. ↑  Deze tabel is bijgewerkt tot en met de laatste editie (2024).

### Evergreen Top 1000
| Evergreen Top 1000 "How Can You Mend A Broken Heart" | Evergreen Top 1000 "How Can You Mend A Broken Heart" | Evergreen Top 1000 "How Can You Mend A Broken Heart" | Evergreen Top 1000 "How Can You Mend A Broken Heart" | Evergreen Top 1000 "How Can You Mend A Broken Heart" | Evergreen Top 1000 "How Can You Mend A Broken Heart" | Evergreen Top 1000 "How Can You Mend A Broken Heart" | Evergreen Top 1000 "How Can You Mend A Broken Heart" | Evergreen Top 1000 "How Can You Mend A Broken Heart" | Evergreen Top 1000 "How Can You Mend A Broken Heart" | Evergreen Top 1000 "How Can You Mend A Broken Heart" | Evergreen Top 1000 "How Can You Mend A Broken Heart" | Evergreen Top 1000 "How Can You Mend A Broken Heart" | Evergreen Top 1000 "How Can You Mend A Broken Heart" | Evergreen Top 1000 "How Can You Mend A Broken Heart" | Evergreen Top 1000 "How Can You Mend A Broken Heart" | Evergreen Top 1000 "How Can You Mend A Broken Heart" |
| Jaar                                                 | 2008                                                 | 2009                                                 | 2010                                                 | 2011                                                 | 2012                                                 | 2013                                                 | 2014                                                 | 2015                                                 | 2016                                                 | 2017                                                 | 2018                                                 | 2019                                                 | 2020                                                 | 2021                                                 | 2022                                                 | 2023                                                 |
| ---------------------------------------------------- | ---------------------------------------------------- | ---------------------------------------------------- | ---------------------------------------------------- | ---------------------------------------------------- | ---------------------------------------------------- | ---------------------------------------------------- | ---------------------------------------------------- | ---------------------------------------------------- | ---------------------------------------------------- | ---------------------------------------------------- | ---------------------------------------------------- | ---------------------------------------------------- | ---------------------------------------------------- | ---------------------------------------------------- | ---------------------------------------------------- | ---------------------------------------------------- |
| Positie                                              | -                                                    | -                                                    | -                                                    | -                                                    | -                                                    | 906                                                  | 624                                                  | 346                                                  | 356                                                  | 373                                                  | 475                                                  | 601                                                  | 658                                                  | 743                                                  | 602                                                  | 368                                                  |